# Yoo Ha
Ne doit pas être confondu avec Yoo Ha-na.
Yoo Ha (hangeul : 유하) ou aussi connu sous le nom, Yu Ha, est un réalisateur, scénariste et poète sud-coréen né le 9 février 1963 à Gochang, dans la province de Jeollabuk-do. 

## Biographie
Il a fait ses études à l'université de Dongguk et à l'université de Sejong.
En 1996, il est récompensé du Prix Kim Soo-young pour son recueil de poèmes 세운상가 키드의 사랑.

## Filmographie
- 1990 : A Day of Poet Goobo
- 1993 : We Must Go to Apgujeong-dong on Windy Days
- 2002 : Marriage Is a Crazy Thing
- 2004 : Once Upon a Time in High School
- 2006 : A Dirty Carnival
- 2008 : King Protector (쌍화점, Ssanghwajeom)
- 2012 : Morsures (하울링, Haulling)
- 2015 : Gangnam 1970

## Œuvres publiés
- 떠나는 그대 눈부신 명상입니다, 1990.
- 바람 부는 날이면 압구정동에 가야 한다, 1991.
- 안 이쁜 신부도 있나 뭐, 1991.
- 무림 일기, 1994.
- 세운 상가 키드의 사랑, 1995.
- 이소룡 세대에 바친다, 1995.
- 나의 사랑은 나비처럼 가벼웠다, 1999.
- 천일 마화, 2000.
- 세상의 모든 저녁, 2007.